# Conters im Prättigau
Conters im Prättigau (im höchstalemannischen Ortsdialekt Cuntersch, rätoromanisch Cunter en il Partenzⓘ) ist eine politische Gemeinde im Schweizer Kanton Graubünden. Sie gehört zur Region Prättigau/Davos.

## Geographie
Conters im Prättigau liegt an der südlichen Talseite des mittleren Prättigaus rund zwei Kilometer östlich von Küblis. Das Gemeindegebiet erstreckt sich von der Landquart über den grossteils bewaldeten, durch mehrere Wildbäche gegliederten Hang bis zu den ausgedehnten Alpweiden am Durannapass (2116 m ü. M.), der als Saumpfad ins Schanfigg hinüber führt. Den höchsten Punkt markiert der Chistenstein (2473 m) ganz im Südwesten des Territoriums.
Die Gemeinde besteht aus dem erhöht über dem Zusammenfluss von Schwarzbach und Wissbach gelegenen kompakten Haufendorf Conters im Prättigau (1110 m) und dem Weiler Brunnen (982 m) an der Strasse nach Küblis. Daneben gibt es zahlreiche Einzelhöfe und Maiensässe.
Vom gesamten Gemeindegebiet von 1840 ha sind 909 ha landwirtschaftliches Nutzgebiet. Der Grossteil davon sind Alpwirtschaften. Daneben sind 827 ha von Wald und Gehölz bedeckt, 81 ha unproduktive Fläche (meist Gebirge) und 23 ha Siedlungsfläche.
Conters im Prättigau grenzt an Arosa, Fideris, Klosters-Serneus und Küblis. 

## Geschichte
1290 als Cunters erwähnt. Von der Mitte des 13. Jahrhunderts bis 1338 Hoheitsgebiet der Freiherren von Vaz, danach bis 1436 im Besitz der Grafen von Toggenburg, deren Nachfolge die Grafen von Montfort und von Matsch antraten, 1477 bis 1649 unter österreichischer Herrschaft. 1436 Beitritt zum Zehngerichtenbund als Nachbarschaft der Gerichtsgemeinde Klosters Ausserschnitz. Im 14. und 15. Jahrhundert Germanisierung durch Walser von Klosters her.
Patrozinium und Baujahr der Kirche unbekannt, Anfang 16. Jahrhundert Neubau von Turm und Chor. Reformation um 1526. Tochterkirche von Saas bis 1646, dann selbstständig und von Küblis aus pastorisiert; 1728 bis 1907 eigener Pfarrer.
Als Haupterwerb herrschte bis ins 20. Jahrhundert die Viehzucht vor, daneben wurde Ackerbau zur Selbstversorgung betrieben. Zur gemeindeeigenen Alp (Conterser Duranna) hinzu erwarb Conters 1549 Alprechte im Vereinatal und ersteigerte 1918 die Alp Parsenn auf Davoser Gebiet. Die 1855 erbaute Strasse Küblis–Conters. wurde 1989 mittels neuer Streckenführung wintersicher gemacht. Seit den 1930er Jahren hat der Wintersport von Parsenn her ein blühendes Gastgewerbe entstehen lassen. Um 1990 machten finanzielle Entschädigungen der Parsennbahnen AG ca. 25 Prozent der Gemeindeeinnahmen aus. 2000 waren 34 Prozent der in Conters Erwerbstätigen im Ersten Erwerbssektor beschäftigt, der Wegpendleranteil an den in Conters wohnhaften Erwerbstätigen lag bei 40 Prozent.

## Wappen
| Wappen von Conters im Prättigau | Blasonierung: «In Blau stehendes silbernes Lamm» |
| Wappen von Conters im Prättigau | Der Pfarrer und Chronist Nicolin Sererhard berichtet, im Jahre 1622 sei in der Kirche zu Conters ein schönes schneeweisses Lämmlein erschienen, was die Bevölkerung zum Aufstand gegen die österreichische Herrschaft veranlasst habe. |

## Bevölkerung
| Bevölkerungsentwicklung | Bevölkerungsentwicklung | Bevölkerungsentwicklung | Bevölkerungsentwicklung | Bevölkerungsentwicklung | Bevölkerungsentwicklung | Bevölkerungsentwicklung | Bevölkerungsentwicklung | Bevölkerungsentwicklung | Bevölkerungsentwicklung |
| ----------------------- | ----------------------- | ----------------------- | ----------------------- | ----------------------- | ----------------------- | ----------------------- | ----------------------- | ----------------------- | ----------------------- |
| Jahr                    | 1850                    | 1900                    | 1941                    | 1950                    | 1980                    | 1990                    | 2000                    | 2004                    | 2020                    |
| Einwohner               | 195                     | 184                     | 234                     | 219                     | 179                     | 201                     | 194                     | 217                     | 220                     |

Von den Ende 2004 217 Bewohnern waren 206 (= 94,93 %) Schweizer Bürger.

## Gemeinderat
Der Gemeindepräsident ist Christian Mathis (Amtsperiode 2023/2024).

## Wirtschaft und Verkehr
In der ländlich geprägten Gemeinde spielen Viehzucht und Forstwirtschaft nach wie vor eine grosse Rolle. In touristischer Hinsicht hat Conters im Prättigau Anteil an der Skiregion Parsenn: Das Dorf liegt unmittelbar an der Parsennabfahrt mit Ziel in Küblis, und die Talstation der Gondelbahn Schifer–Weissfluhjoch befindet sich nur wenige Meter östlich der Gemeindegrenze nahe dem Maiensäss Conterser Schwendi. Es gibt einen Gasthof im Dorf und mehrere Berghäuser in der Schwendi.
Die Gemeinde ist seit 1947 durch eine Postautolinie nach Küblis ans Netz des öffentlichen Verkehrs angeschlossen. Anfangs der 1980er-Jahre wurde die Verbindungsstrasse ausgebaut.
Im Rahmen der Schweizer Patenschaft für Berggemeinden besteht eine langjährige Zusammenarbeit mit der Zürcher Gemeinde Embrach.

## Sehenswürdigkeiten
Unter Denkmalschutz steht die reformierte Dorfkirche.

## Sonstiges
Der mit einer Conterserin verheiratete Nicolin Sererhard erwähnte 1742 in seiner Einfalten Delineation… auch die traditionell am Karfreitag servierte Fastenspeise «Conterser Bock». Obwohl das Rezept heute noch bekannt ist, wird das Gericht, das den modernen Essgewohnheiten weniger entspricht, nur noch selten zubereitet. Ein hartgekochtes Ei wird in einen Omelettenteig getaucht und im Fett schwimmend ausgebacken. Darauf wird das Ei erneut im Teig gewendet und frittiert. Dies wird so lange fortsetzt, bis der «Bock» die gewünschte Grösse erreicht hat. Dazu reicht man eine Weinsauce.